# مايلز هوغارث
مايلز هوغارث (بالإنجليزية: Myles Hogarth)‏ هو لاعب كرة قدم بريطاني، ولد في 30 مارس 1975 في فلكرك في المملكة المتحدة. لعب مع نادي فالكيرك وهارت أوف ميدلوثيان وهاميلتون أكاديميكال.

## وصلات خارجية
- مايلز هوغارث على موقع قاعدة بيانات كرة القدم.إي يو (الإنجليزية)